# パーン郡
座標: 北緯19度33分14秒 東経99度44分26秒 / 北緯19.55389度 東経99.74056度
パーン郡（パーンぐん）はタイ北部・チエンラーイ県にある郡（アムプー）。

## 名称
パーンとは「お盆」という意味である。

## 歴史
元々はポームアンと呼ばれる民衆から選ばれた酋長が統治する都市（ムアン）であった。そしてパーンのパーンの酋長はラムプーンの国主の配下にあった。
1907年、このポームアン制は廃止され、副郡長の収めるムアンパーン分郡（キンアムプー）となり、チエンラーイ市の管轄下に、翌年にはパヤオ県のメーチャイ郡の管轄下におかれた。4年後、メーチャイ郡とチエンラーイ市の領域一部を合わせ、ムアンパーン郡（アムプー）に昇格した。その後、1938年ムアンは県庁所在地を連想させることから名前からはずされパーン郡となった。

## 地理
市街地はコック川の支流の形成した谷間にあり、郡の水源はそれらの支流である。四方が山岳地帯で囲まれている。郡北部にはフワイサーイカーオ温泉があるほか郡南部にはドーイ・ルワン国立公園がある。
国道1号線（パホンヨーティン通り）南北に延びており、北にチエンラーイ、南にパヤオにつながっている。1126号線が東に延びており、パーデート方面につながっている。

## 経済
郡の主な産業は農業で、コメや、ロンガン、レイシなどが生産されているほか、ティラピアの養殖、ニワトリやアヒルなどが飼われている。

## 行政区分
郡は15のタムボンにわかれ、さらにその下位に229の村（ムーバーン）がある。自治体（テーサバーン）があり以下のようになっている。
- テーサバーンタムボン・ムアンパーン・・・タムボン・ムアンパーンの一部

また郡内には15のタムボン行政体（オンカーンボーリハーンスワンタムボン）がある。
1. タムボン・サンマケット・・・ตำบลสันมะเค็ด
2. タムボン・メーオー・・・ตำบลแม่อ้อ
3. タムボン・ターントーン・・・ตำบลธารทอง
4. タムボン・サンティスック・・・ตำบลสันติสุข
5. タムボン・ドーイガーム・・・ตำบลดอยงาม
6. タムボン・フワゴム・・・ตำบลหัวง้ม
7. タムボン・チャルーンムアン・・・ตำบลเจริญเมือง
8. タムボン・パーフン・・・ตำบลป่าหุ่ง
9. タムボン・ムワンカム・・・ตำบลม่วงคำ
10. タムボン・サーイカーオ・・・ตำบลทรายขาว
11. タムボン・サンクラーン・・・ตำบลสันกลาง
12. タムボン・メーイェン・・・ตำบลแม่เย็น
13. タムボン・ムアンパーン・・・ตำบลเมืองพาน
14. タムボン・ターンタワン・・・ตำบลทานตะวัน
15. タムボン・ウィンハーオ・・・ตำบลเวียงห้าว